# Hochstadenstraße 108 (Mönchengladbach)

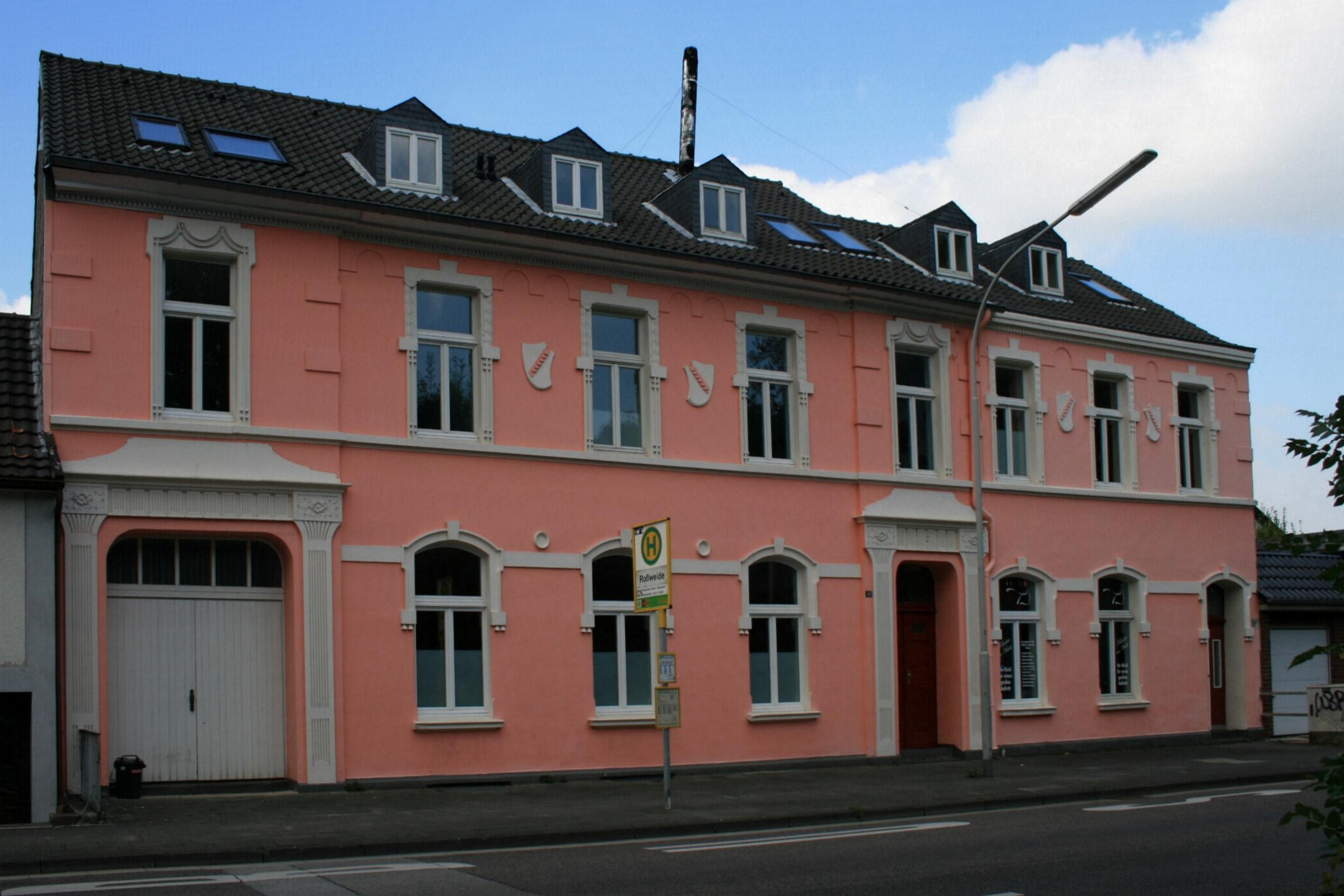
Wohnhaus (2010)

Das Wohnhaus Hochstadenstraße 108 steht im Stadtteil Wickrath in Mönchengladbach (Nordrhein-Westfalen).
Das Gebäude wurde 1900 erbaut. Es wurde unter Nr. H 067  am 28. November 1990 in die Denkmalliste der Stadt Mönchengladbach eingetragen.

## Architektur
Das Objekt liegt an der Hochstadenstraße gegenüber der ehemaligen Lohmühle der Wickrather Lederfabrik. Das Gebäude wurde in zwei Bauabschnitten 1900 und 1906 errichtet. Zum ersten Bauabschnitt gehört der linke, fünf Achsen umfassende Bauteil. Traufständiger, zweigeschossiger Baukörper unter Satteldach. Im Erdgeschoss in der linken Achse eine Tordurchfahrt anstelle der dort früher eingebauten Kegelbahn; von Pilastern gerahmt, Triglyphenfries und schmale Verdachung.
Die mittleren drei Achsen mit Segmentbogenfenstern und flacher Putzrahmung, aufgehend ab Kämpferkonsolen. Hauszugang in der rechten Achse von Pilastern gerahmt, mit Triglyphenfries und schmaler Verdachung folgt dieser Zugang dem der linken Achse (Tordurchfahrt). Im ersten Obergeschoss durchlaufendes Sohlbankgesims, Hochrechteckfenster mit profilierter Putzrahmung.
Zwei Wappenschilde flankieren die mittlere Achse. Die jeweils äußere Achse ist mit je einem doppelten, aufgeputzten Vorhangbogen betont. Die rechte und linke Hausachse, die jeweils einen Hauszugang (Tordurchfahrt und Haustür) aufnimmt, springt als Risalit flach vor. Im Obergeschoss wird sie durch je zwei Putzquader (imittierendes Lang-Kurzwerk) an den Risalitecken seitlich betont. In Verlängerung des fünfachsigen Baus wurde 1906 anstelle eines Vorgängerbaus ein neu erbauter oder umgebauter (?), dreiachsiger, zweigeschossiger, traufständiger Baukörper unter Satteldach mit separatem Hauszugang in der rechten Achse und dahinterliegendem Treppenhaus errichtet. Zwei Wappenschilde flankieren die mittlere Achse des Obergeschosses. Dieser Bau passt sich den Architekturformen des linken Nachbarhauses weitgehend an.